# EBR-I
EBR-I（Experimental Breeder Reactor No.1）は、アイダホ州アルコから18マイル（29 km）南東に離れた砂漠の中に建設された高速増殖炉実験炉である。
1951年12月20日午後1時50分、世界初の原子力発電に成功した。そのときの電力は4個の200ワット電球を灯す程度であった。
EBR-Iは、世界初の原子力発電を行った原子炉というだけではなく、世界初の高速増殖炉でもあり、世界初のプルトニウムを燃料とした原子炉でもあった。
その後、1964年に閉鎖されるまで、様々な実験的用途に用いられた。

## 歴史
EBR-Iは、アメリカの国立原子炉試験場（NRTS: National Reactor Testing Station, 現在のアイダホ国立研究所）の施設として、1949年末に建設が始められた。原子炉は、アルゴンヌ国立研究所のウォルター・ジン（Walter Zinn）のチームによって設計された。
1951年初頭にEBR-Iは完成し、1951年8月24日に初臨界を達成した。同年12月20日には、初の原子力発電に成功した。
EBR-Iの設計の目的は、原子力発電だけではなく、核物理学が示唆する増殖炉の可能性を証明するためであった。1953年の実験では、増殖炉は核燃料を増殖できるという仮説が正しいことを証明した。
しかし1955年11月29日には、EBR-Iは運転員のミスにより部分的な炉心溶融を起こした。その後の実験のために修理が行われた。

## 廃炉および現在
EBR-Iは1964年に稼働を停止し、EBR-IIに置き換えられた。
1965年にアメリカ合衆国国定歴史建造物に、2004年にIEEEマイルストーンに指定された。
1976年から、この施設は毎年戦没将兵追悼記念日（5月最終月曜日）から労働者の日（9月第一月曜日）の期間に限って一般公開されている。他に、1950年代の原子力航空機プロジェクトで開発された2つの原子炉も公開されている。

## ギャラリー

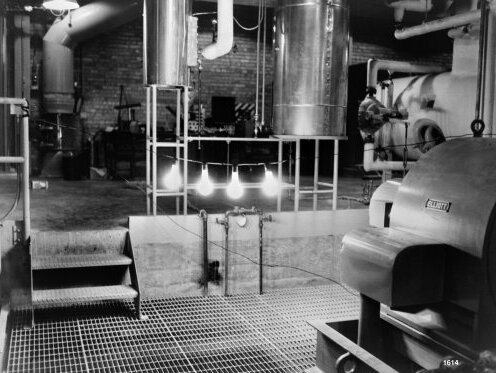
初の原子力発電に成功した様子。4個の電球が灯っている
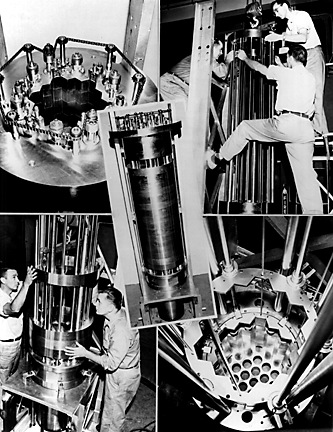
EBR-1の炉心の建設、1951年
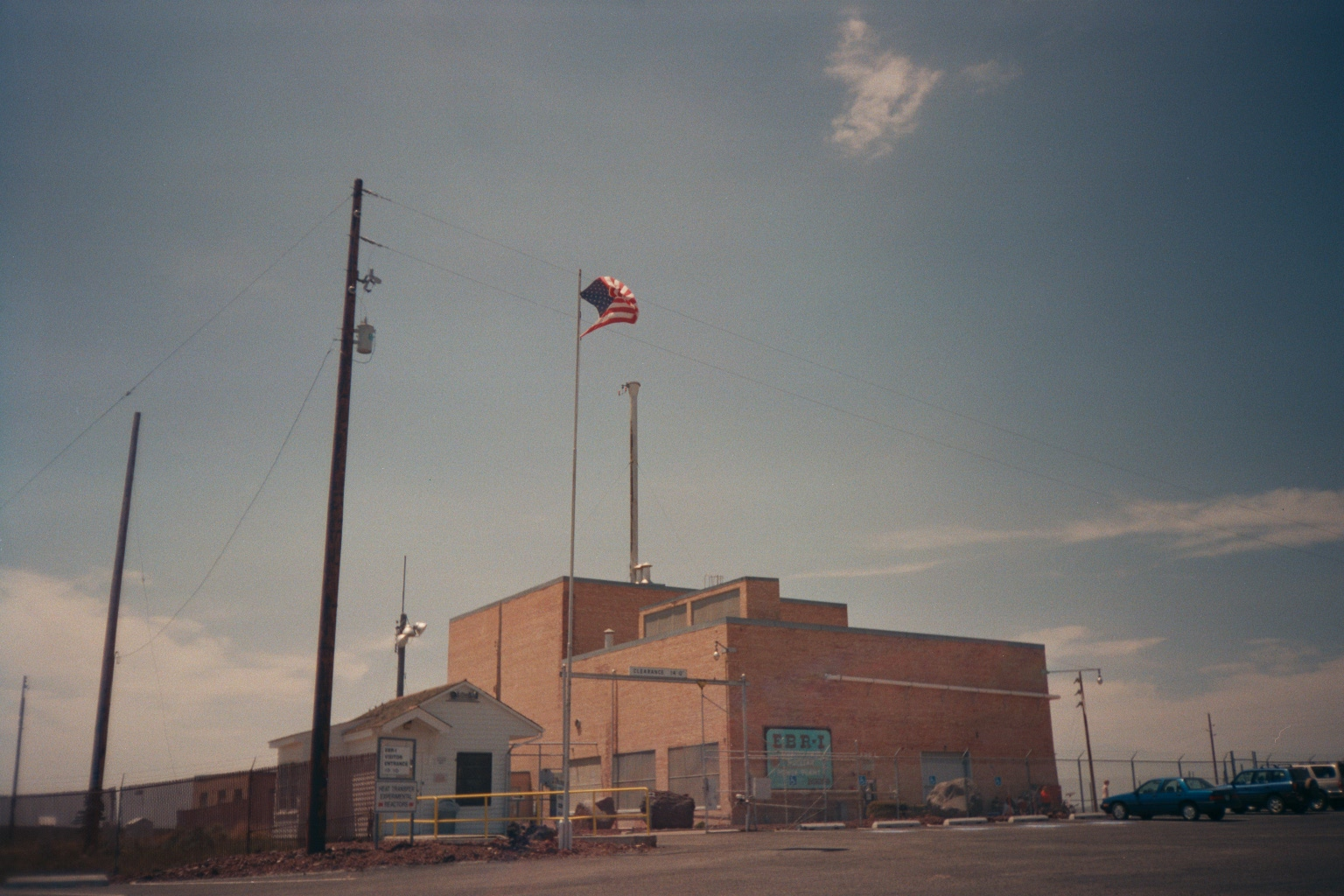
駐車場から見たEBR-1
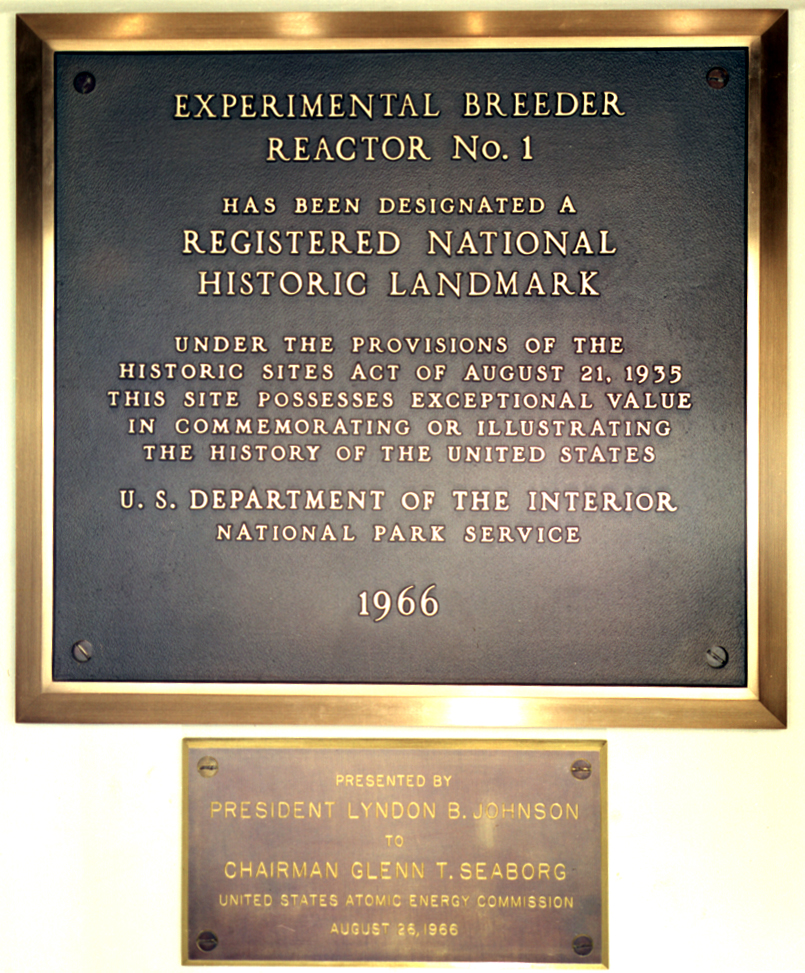
EBR-Iのプレート
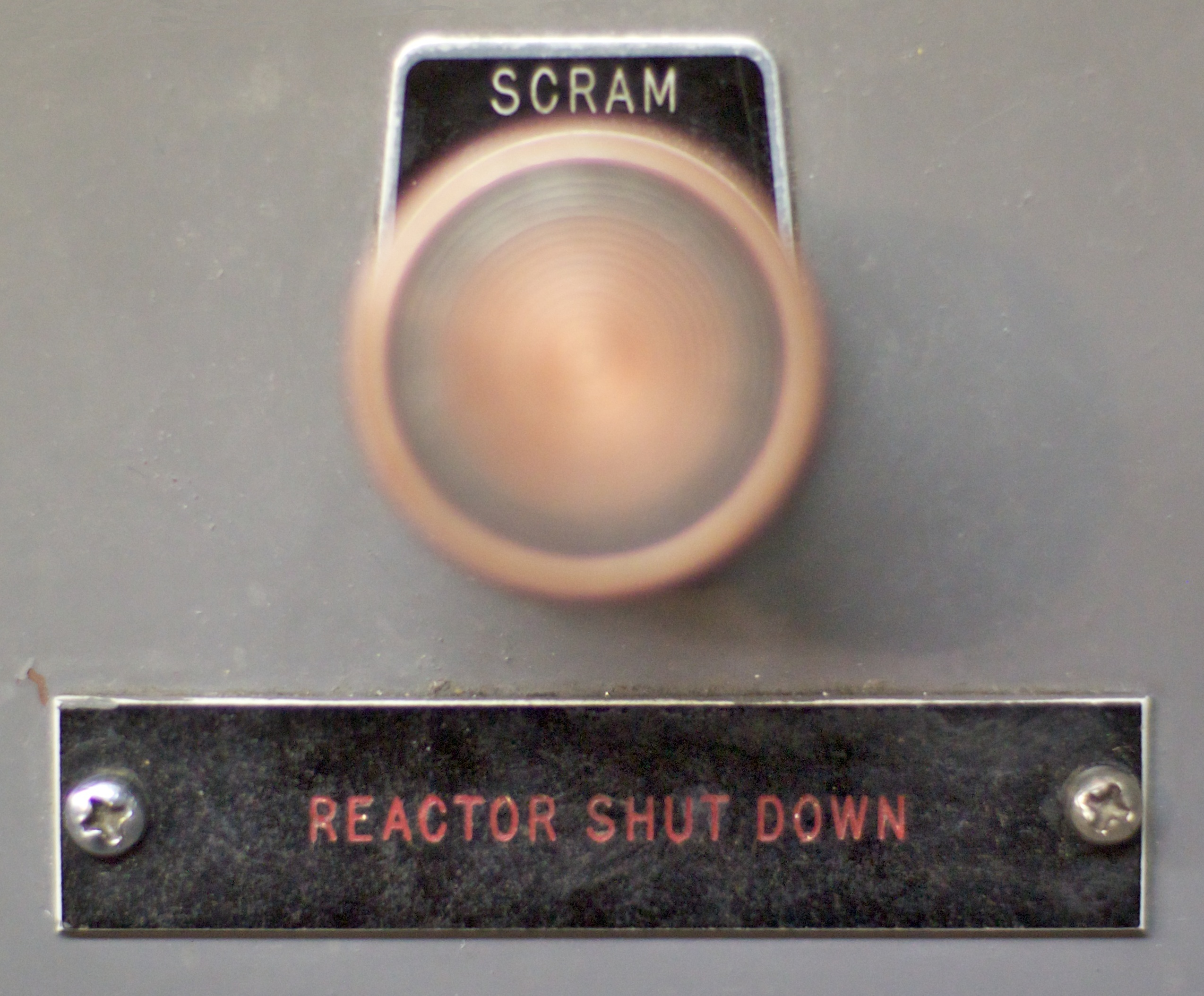
EBR-Iのスクラムボタン